# Cotélac
Cotélac est une marque de prêt-à-porter haut de gamme française, créée en 1993 par Pierre Pernod et Raphaëlle Cavalli. Le siège social se situe à Ambérieu-en-Bugey  dans l’Ain.

## Concept
La marque Cotélac comprend deux lignes : femme et homme, dessinées par Raphaëlle Cavalli et son bureau de style interne. Ses vêtements se caractérisent par une attention soutenue à la matière textile ainsi qu’à un travail minutieux, proche de l’artisanat, sur les traitements de tissus. Cotélac utilise souvent plusieurs types de tissus pour un même vêtement.
Dans le secteur du prêt-à-porter, la marque se positionne sur le haut de gamme, toutes générations confondues. Pour sa créatrice, Cotélac « habille une femme active, un peu bohème, qui aime les beaux vêtements, pas compliqués, faciles à vivre et à porter ».

## Historique
Cotélac a été fondée par Raphaëlle Cavalli, styliste, et Pierre Pernod, précédemment créateur de la marque tehen.
Raphaëlle Cavalli a fait ses études au sein de la section textile des Beaux-Arts de Lyon où elle travaille, déjà, sur le tissu. Elle complète ses recherches par une formation à l’École des Ingénieurs textiles de Lyon. À la fin des années quatre-vingt, elle entre chez tehen, dirigée par Pierre Pernod. Elle y approfondit son travail sur la matière, notamment la maille. Ce tissu constitue la pièce maîtresse de la première collection Cotélac, lancée en 1993. 
Le nom Cotélac vient de sa création, près du lac de Nantua. En 2010, la marque construit un nouveau site, à Ambérieu-en-Bugey, regroupant la production et le siège de l’entreprise. 
En 2004, Cotélac lance une nouvelle ligne, acoté, destinée à un public plus jeune. Son stylisme est confié à Baptiste Viry, en tandem avec Raphaëlle Cavalli.
La collection Cotélac homme, XX, est lancée en 2007. Elle est dessinée par Liliana Figueroa.

## Production
L’usine d’Ambérieu reste au cœur du processus de production et de la « marque de fabrique » Cotélac, hébergeant notamment les fameuses machines à plisser.  Ses créateurs considèrent d’ailleurs leur activité et le savoir-faire de la marque sur le mode de l’ « artisanat industriel ».
Avec 337 salariés, la société est un des premiers employeurs du département.

## Développement

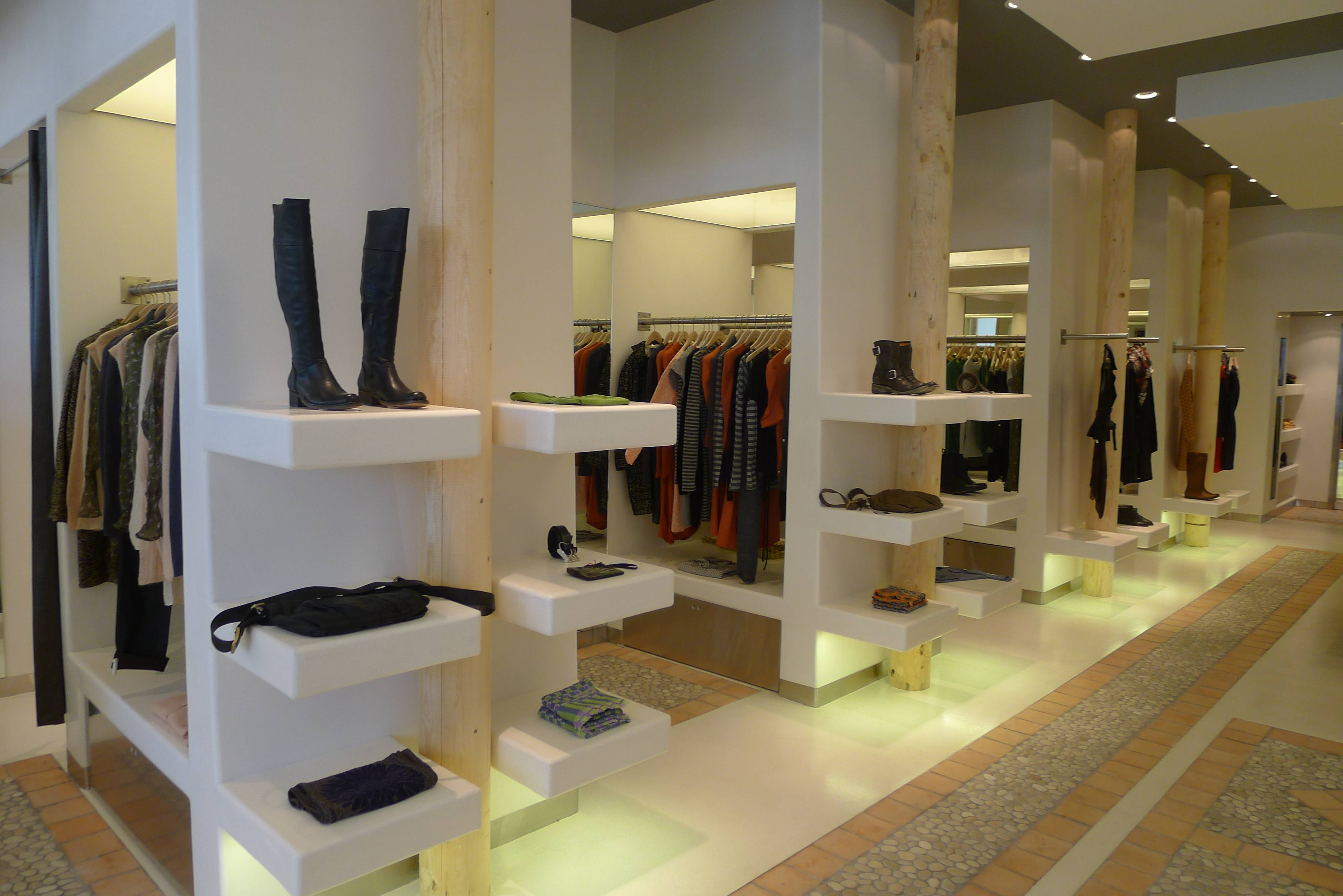
Interieur de la boutique Cotélac de San Francisco

Dès 1993, année de sa création, Cotélac ouvre 8 boutiques en France, à Paris, Lyon, Toulouse, Annecy, Aix-en-Provence et Bordeaux. Elle en possède aujourd’hui 56, dont 11 enseignes acoté, réparties dans 47 villes.
Depuis 2004, la marque s’implante à l’étranger et dispose déjà d’une trentaine de points de vente en Europe (Espagne, Belgique, Allemagne, Suisse), aux États-Unis et en Asie (Taïwan, Chine, Japon, Corée du Sud).

## Artistique
Cotélac a confié son image à plusieurs artistes de renom, comme les photographes Ellen Kooi ou Sarah Moon. 
Depuis plusieurs années, la marque s’engage également dans la promotion de jeunes artistes musiciens indépendants, non signés, dans le cadre d’un partenariat avec le label Roy Music. Chaque année, ses créateurs sélectionnent un « coup de cœur », dont ils éditent un CD quatre titres, distribué gratuitement en boutique. La marque a ainsi produit quatre artistes (Jil Is Lucky, Onili, Hangar et Olivier Marois), dont plusieurs ont connu, depuis, le succès.
Par ailleurs, en partenariat avec le magazine Kiblind, Cotélac propose à de jeunes designers graphiques et illustrateurs d’interpréter artistiquement la marque. Une création originale est ainsi diffusée dans chaque numéro. Depuis 2009, plusieurs artistes ont participé à l’opération, dont Bettina Henni, Domitille Leca, Brecht Evens ou le collectif montréalais Château-Vacant. Cotélac organise régulièrement des expositions dans ses boutiques.